# 蘭利號航空母艦 (CVL-27)
蘭利號（英文：USS Langley，CVL-27）為第六艘獨立級輕航空母艦，從1943年至1947年在美國海軍服役。1951年移交給法國海軍，改名為拉法葉號（La Fayette，R96），並服役至1963年。

## 歷史

### 蘭利號（CVL-27）時代
蘭利號是以克里夫蘭級輕巡洋艦法戈號（USS Fargo，CL-85）的艦體改裝而成。原名王冠點（USS Crown Point），為紀念被日軍擊沉的水上飛機供應艦蘭利號（AV-3），遂於1942年11月13日改名為蘭利號，「王冠點」則由CV-32繼承。原始分類為艦隊航空母艦，編號為CV-27，1943年7月15日艦級重分類時改稱為小型航空母艦（small aircraft carrier，一般稱為輕航空母艦 ），改編號為CVL-27。蘭利號於1943年5月22日下水，由羅斯福總統——的特別助理哈利·霍普金斯（Harry L. Hopkins）——的第三任妻子路易絲·霍普金斯（Louise M. Hopkins）擲瓶。8月31日服役，首任艦長為威廉·迪倫（William M. “Gotch” Dillon）上校。
經過在加勒比海地區的試航後，蘭利號於12月6日離開費城，並於次年1月19日抵達珍珠港。蘭利號被編入第58特遣艦隊（Task Force 58），並立即參與馬紹爾群島戰役（又稱為燧發槍行動，Operation Flintlock）。蘭利號上的飛行大隊從1944年1月29日到2月6日負責攻擊沃傑（Wotje）與馬洛拉普（Maloelap）的日軍機場，以支援美軍在瓜加林島（Kwajalein）的登陸行動。接著再從2月10日至28日，支援並掩護艾尼威托克（Eniwetok）的登陸行動，並攻擊馬里亞納群島。經過短暫的休息保養之後，蘭利號隨TF 58從3月30日至4月1日，廣泛地攻擊了加羅林群島上的日軍基地。4月21日至24日，蘭利號前往新幾內亞以支援聯軍攻擊荷蘭地亞，並攻擊了特魯克島。

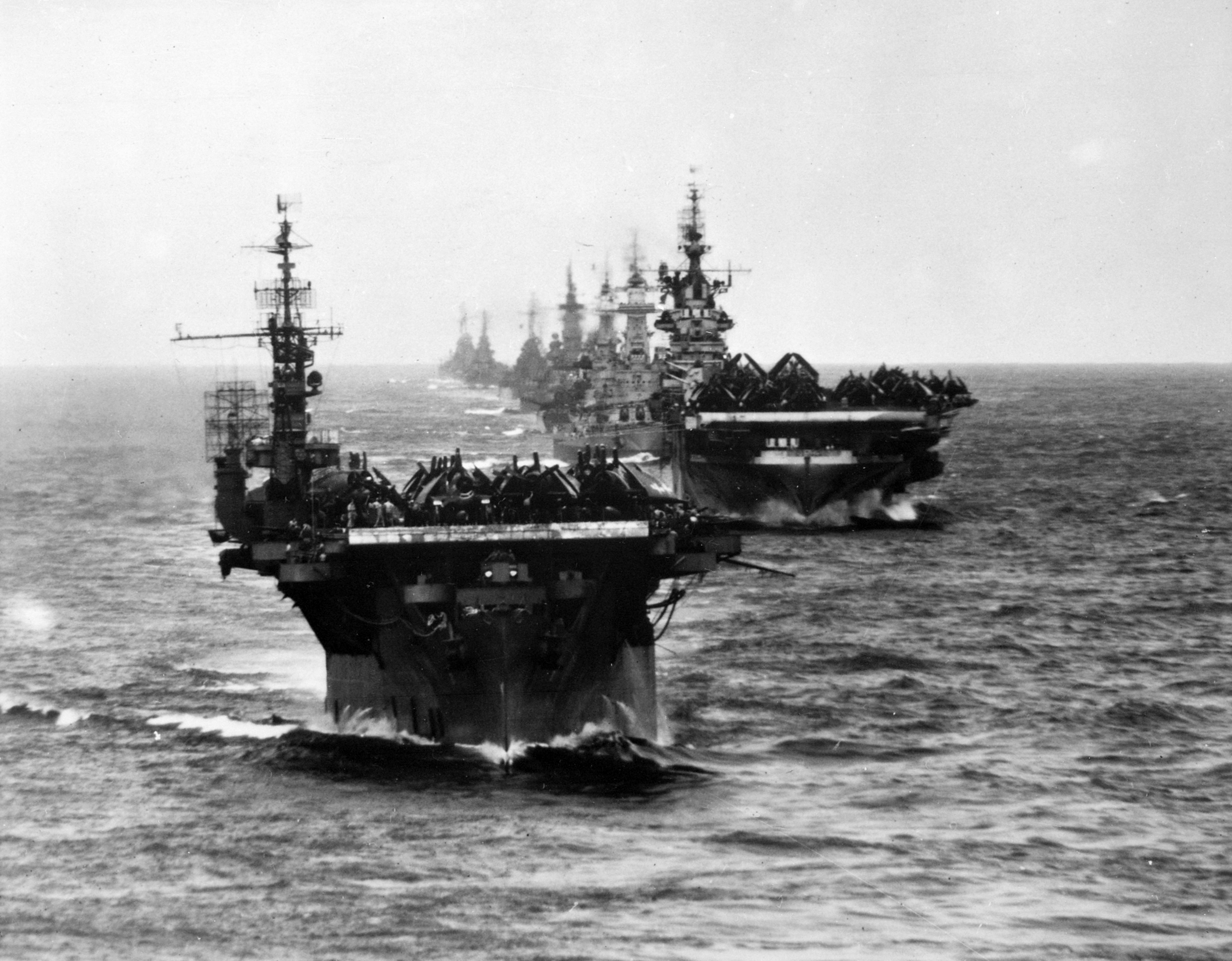
TF 38.3魚貫進入烏利西環礁，畫面前景即蘭利號，攝於1944年12月

6月7日，蘭利號從馬約羅環礁（Majuro Atoll）出發，參與馬里亞納群島行動。行動中，蘭利號上的飛行大隊除了參與對塞班島與泰尼安島（Tinian）的攻擊外，也參與了菲律賓海之役。8月29日，蘭利號離開艾尼威托克，與TF 38（海爾賽已於8月份接管艦隊指揮權，第五艦隊改稱第三艦隊）於9月15日至20日一同攻擊了培里留（Peleliu）與菲律賓，10月份參與了的對沖繩島、呂宋與台灣的攻擊，以及雷伊泰登陸行動。在10月24日至25日的雷伊泰灣之役中，蘭利號參與了對栗田健男的中央部隊（西布延之役）與小澤治三郎的北方部隊（恩干諾角之役）的攻擊。11月份，蘭利號持續支援美軍攻擊菲律賓的行動，直到12月1日，該艦才回到烏利西環礁（Ulithi Atoll）整補。
1945年1月，蘭利號隨TF 38進入南中國海，支援仁牙因灣戰役，並攻擊了台灣，中南半島與中國沿海的日軍基地。2月10日到3月18日，接著從3月23日到5月11日，該艦則分別攻擊了東京與琉球，以及支援沖繩島的登陸行動。蘭利號結束沖繩島行動後，就回到舊金山進行整修，8月8日回到珍珠港，並在當地直到日本投降。戰後，她完成兩次「魔毯行動」以載運太平洋戰區的美軍返回美國，11月15日起，又進行兩次類似的任務，以載運美國駐歐洲的陸軍部隊返美。1946年5月31日，蘭利號被編進大西洋後備艦隊（Atlantic Reserve Fleet）的費城群（Philadelphia Group），然後在1947年2月11日除役。

### 拉法葉號（R96）時代

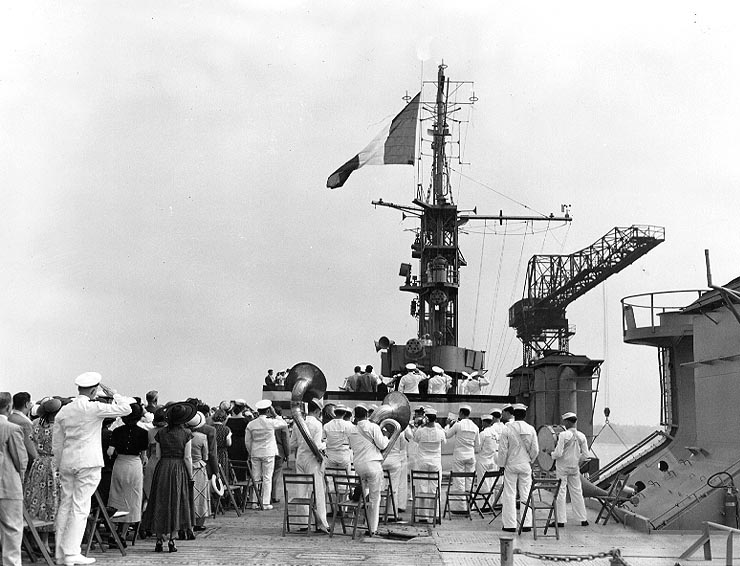
拉法葉號移交給法國海軍時的升旗典禮

透過「共同防禦法案」，蘭利號經啟封與整修工程後，於1951年6月2日移交給法國海軍，艦名與編號分別改為拉法葉號與R96，首任艦長為亨利·胡西恩（Henri Ruyssen）上校。在北約共同防禦計畫中，法國海軍需要組成3個反潛船團，航空母艦則是這個船團的核心戰力。
拉法葉號服役後搭載的艦載機單位為法國海軍第12海軍航空隊（F6F地獄貓戰鬥機）與法國海軍第4海軍航空隊（TBM-3E復仇者式轟炸機），1952年5月至6月佈署在地中海，11月被派遣到美國運輸購得的海盜式戰鬥機。1953年初授命派往遠東地區支援越南地區的戰事，接替阿羅芒什號航空母艦的任務。拉法葉號在1953年4月至6月間於越南作戰，搭載的艦載機部隊為第12海軍航空隊與法國海軍第9海軍航空隊，因此有短暫時間運作過SB2C-5地獄俯衝式轟炸機 。
1954年中，拉法葉號入塢執行現代化工程。在進行短暫的訓練任務後又搭載第12海軍航空隊返回中南半島，並在1955年4月至5月支援法國撤軍越南。撤軍任務結束後，拉法葉號短暫停留土倫軍港，艦載機隊也更換為第15海軍航空隊（F4U-7海盜式戰鬥機），並在1956年2月至5月再度進行遠東佈署任務。
1956年11月，拉法葉號搭載第15海軍航空隊與一部分第14海軍航空隊戰機參與了蘇伊士運河戰爭，拉法葉號的艦載機在33天的戰鬥任務中出擊了94架次，損失了1架戰機。
1958年7月至1959年6月，拉法葉號航艦在土倫軍港船塢進行大修。回歸戰鬥序列後，在1959年12月馬爾帕塞拱壩潰堤事故與1960年3月1960年阿加迪爾地震派遣作為臨時救災後勤基地與指揮基地運用。1961年春季，拉法葉號在西非進行戰鬥佈署任務，1962年阿爾及利亞撤退時，拉法葉號參與了撤退任務。
拉法葉號於1963年3月20日開回美國費城，並在同一天除籍，次年在巴爾的摩拆解。拉法葉號的總航行哩程為490,000海浬，在法國海軍服務期間的航行里程為290,000海浬，進行過19,805次艦載機降落。

## 註解
1. ↑  small aircraft carrier為美國海軍之正式分類，但一般都以CVL的L－即Light－稱為輕航空母艦，以別於正規的艦隊航空母艦。
2. ↑  TBM-3E為格魯曼公司授權通用汽車所製造的TBF轟炸機。
3. ↑  1944年時美軍輕航艦上的標準飛行大隊編制為25架F6F戰鬥機與9架TBF魚雷轟炸機，因此美方資料中也指出拉法葉號搭載的是F6F戰鬥機與TBM-3E轟炸機，但法方的資料卻指出搭載有F6F戰鬥機與SB2C-5轟炸機，因此兩種轟炸機可能都曾在艦上執勤，但並未同一時間搭載。參見Porte-avions La Fayette （页面存档备份，存于）

1. ↑  然而此艦在下水前再度更名，最後命名為「雷伊泰」（USS Leyte）。

## 外部連結
- Langley CVL-27 （页面存档备份，存于）－DICTIONARY OF AMERICAN NAVAL FIGHTING SHIPS, Vol. IV (1969), p. 47-48. （英文）
- USS LANGLEY (CVL-27) （页面存档备份，存于）－NavSource Online （英文）
- Porte-avions La Fayette （页面存档备份，存于） （法文）